# Eska2
Radio Eska2 – sieć rozgłośni radiowych, wchodząca obok stacji Radio Eska, Eska Rock, Vox FM, Radio Plus w skład Grupy Radiowej Time. Rozpoczęła nadawanie 10 stycznia 2024 roku, zastępując Radio SuperNova. Liner stacji brzmi: „Najlepsze Polskie Hity”. Radio prezentuje wyłącznie polską muzykę i jest skierowane do osób w wieku 30-49 lat.

## Historia
Eska2 powstała na bazie Radia SuperNova. W październiku 2023 roku, Grupa Radiowa Time złożyła wniosek do KRRiT o zmianę nazwy stacji z SuperNova na Eska2, który został zaakceptowany w listopadzie 2023 roku.
Stacja rozpoczęła nadawanie 10 stycznia 2024 roku o północy. Pierwszym wyemitowanym utworem w historii stacji był utwór „Całkiem nowa bajka” polskiej grupy w składzie: Igo, Kaśka Sochacka, Mrozu, Artur Rojek, Brodka, Ralph Kaminski, Bedoes oraz Sokół.

## Sieć
Sieć radia Eska2 tworzy 19 lokalnych rozgłośni nadających w 17 miastach:
- Eska2 Biała Podlaska – 95,8 FM
- Eska2 Gdańsk – 90 FM
- Eska2 Jelenia Góra – 89,1 FM
- Eska2 Kielce – 104,6 FM
- Eska2 Kraków – 88,8 FM
- Eska2 Łódź – 99,8 FM
- Eska2 Nowy Sącz – 92,4 FM
- Eska2 Opole – 105,7 FM
- Eska2 Ostrołęka – 90,3 FM
- Eska2 Konin – 106 FM
- Eska2 Rzeszów – 98,4 FM i 92,6 FM(Krosno)
- Eska2 Stalowa Wola – 105 FM
- Eska2 Szczecin – 93,2 FM
- Eska2 Toruń – 96,7 FM
- Eska2 Trzebnica – 89,5 FM i 97,3 FM (Milicz)
- Eska2 Warszawa – 89,8 FM
- Eska2 Wrocław – 105,5 FM

## Ramówka[5]

### Poniedziałek – czwartek
- 06:00-09:00  Dawid Wajda i Artur Jarząbek - prowadzenie wspólne
- 09:00-13:00  Kasia Grodzka (10 Najlepszych Polskich Hitów Jeden Po Drugim)
- 13:00-17:00  Rafał Adamczak (10 Najlepszych Polskich Hitów Jeden Po Drugim)
- 17:00-21:00  Kamil Kowalski lub Kuba Klym
- 21:00-23:00  Magazyn muzyczny/Magazyn lokalny

### Piątek
- 06:00-09:00  Dawid Wajda i Artur Jarząbek - prowadzenie wspólne
- 09:00-13:00  Kasia Grodzka (10 Najlepszych Polskich Hitów Jeden Po Drugim)
- 13:00-17:00  Rafał Adamczak (10 Najlepszych Polskich Hitów Jeden Po Drugim)
- 17:00-20:00  Łukasz Zduńczyk (Gorąca Polska 20)
- 20:00-22:00  Antonina Van Dessel

### Sobota
- 06:00-08:00  Magazyn muzyczny/Magazyn lokalny - powtórki z całego tygodnia
- 09:00-13:00  Michał Hanczak
- 13:00-18:00  Kamil Kowalski lub Kuba Klym
- 18:00-20:00  Antonina Van Dessel

### Niedziela
- 06:00-08:00  Magazyn muzyczny/Magazyn lokalny - powtórki z całego tygodnia
- 09:00-13:00  Dawid Wajda
- 13:00-18:00  Kuba Klym lub Kamil Kowalski
- 21:00-23:00  Magazyn muzyczny/Magazyn lokalny- powtórki z całego tygodnia

Pozostały czas uzupełniany jest muzyką bez prowadzącego.